# Grou-carunculado
O grou-carunculado, (Grus carunculata) é uma grande ave da família Gruidae encontrada em zonas húmidas na África subsahariana.
É uma espécie ameaçada principalmente pela redução do seu habitat, provocada pela regulação dos rios que alimentam as zonas inundadas onde eles nidificam e por outras atividades humanas.

## Descrição
Atingindo uma altura de 175 cm, o grou-carunculado é o maior grou da África e a segunda maior espécie desta família depois do grou indiano, Grus antigone. A envergadura chega a 230–260 cm, o comprimento a 120 cm e o peso a 6,4-7,9 kg, nas fêmeas e 7,5–9 kg nos machos.
O dorso e asas são cinzentas, as penas do topo da cabeça são igualmente cinzentas, mas o resto da cabeça é branca, incluindo os carúnculos sob o bico, que também têm penas brancas, com excepção da parte que fica sobre a base do bico, que é vermelha. As penas primárias e secundárias e a cauda são negras, longas, quase chegando ao chão, mas o peito e pescoço são brancos. O bico é longo, assim como o pescoço, pernas e dedos, típicos da família; as pernas e dedos são negros. Machos e fêmeas são semelhantes, embora os machos tendam a ser um pouco maiores. Os juvenis têm plumas de cor castanha e carúnculos menos proeminentes.

## Distribuição
O grou carunculado ocorre em onze países da África subsahariana, incluindo uma população isolada nas montanhas da Etiópia. Mais de metade dos efetivos mundiais ocorrem na Zâmbia, mas a maior concentração ocorre no delta do Okavango, no Botswana. Em anos de seca, como foi 1990, mais de 30% concentram-se no delta do rio Zambeze, onde o Complexo de Marromeu constitui uma importante área de conservação.

## Dieta
Os grous são omnívoros, mas a principal comida do grou carunculado é vegetação aquática, incluindo os tubérculos e rizomas de plantas submersas e nenúfares. Em especial, o grou carunculado depende de espécies de Eleocharis spp, cuja distribuição depende da condição das zonas húmidas. Em habitats mais secos, estas aves alimentação|alimentam-se de grãos, sementes de grmíneas e insetos, e também se aproveitam de culturas agricultura!agrícolas, quando têm oportunidade.

## Vulnerabilidade
A destruição, alteração e degradação das zonas húmidas constituem as ameaças mais importantes ao grou carunculado. Os projetos hidroeléctricos e outras formas de regulação de rios causaram mudanças fundamentais nos habitats e na sua espécie alimentar mais importante, os Eleocharis spp. O desenvolvimento de assentamentos humanos, a criação de gado, linhas de energia, a aspersão de pesticidas e a coleta ilegal dos ovos, pintos e adultos para alimentação são igualmente ameaças importantes para esta espécie, em toda a sua área de distribuição.
O grou carunculado é uma das espécies incluídas no Acordo para a Conservação de Aves Aquáticas Migratorias Africo-euroasiáticas (AEWA).